# Cratere Peirce
Peirce è un cratere lunare di 18,86 km situato nella parte nord-orientale della faccia visibile della Luna.

Il cratere con le strutture vicine in formato selenocromatico